# اندی سایرس
اندی سایرس (انگلیسی: Andy Cyrus؛ زادهٔ ۳۰ سپتامبر ۱۹۷۶) بازیکن فوتبال اهل بریتانیا است.
از باشگاه‌هایی که در آن بازی کرده‌است می‌توان به باشگاه فوتبال کریستال پالاس، باشگاه فوتبال همپتون و ریچموند بورو، باشگاه فوتبال دالیچ هملت، باشگاه فوتبال اکستر سیتی، و باشگاه فوتبال کارشالتون اتلتیک اشاره کرد.